# Roquepine
Roquepine (gaskognisch: Ròcapina) ist eine französische Gemeinde mit 36 Einwohnern (Stand 1. Januar 2022) im Département Gers in der Region Okzitanien (bis 2015 Midi-Pyrénées); sie gehört zum Arrondissement Condom und zum Gemeindeverband La Ténarèze. Die Bewohner nennen sich Roquepinois/Roquepinoises.

## Geografie
Roquepine liegt rund neun Kilometer südöstlich von Condom und 31 Kilometer nordwestlich von Auch im Norden des Départements Gers. Die Gemeinde besteht aus Weilern, zahlreichen Streusiedlungen und Einzelgehöften. Der Fluss Auvignon bildet teilweise die östliche Gemeindegrenze. Nachbargemeinden sind Blaziert im Norden, Nordosten und Osten, Mas-d’Auvignon im Südosten, Süden und Südwesten sowie Saint-Orens-Pouy-Petit im Westen.

## Geschichte
Roquepine gehörte von 1793 bis 1801 zum District Condom und zum Kanton Saint Puy. Seit 1801 ist die Gemeinde dem Arrondissement Condom zugeteilt. Roquepine gehörte von 1801 bis 2015 zum Wahlkreis (Kanton) Valence-sur-Baïse.

### Bevölkerungsentwicklung
| Jahr                       | 1962 | 1968 | 1975 | 1982 | 1990 | 1999 | 2006 | 2011 | 2020 |
| Einwohner                  | 69   | 77   | 77   | 77   | 57   | 46   | 56   | 56   | 31   |
| Quellen: Cassini und INSEE |      |      |      |      |      |      |      |      |      |

## Sehenswürdigkeiten
- Kirche Sainte-Marthe
- Wegkreuz in Gélat
- Steinformation «Les trois évêques»
- ehemaliges Waschhaus (Lavoir) am Bach Auran

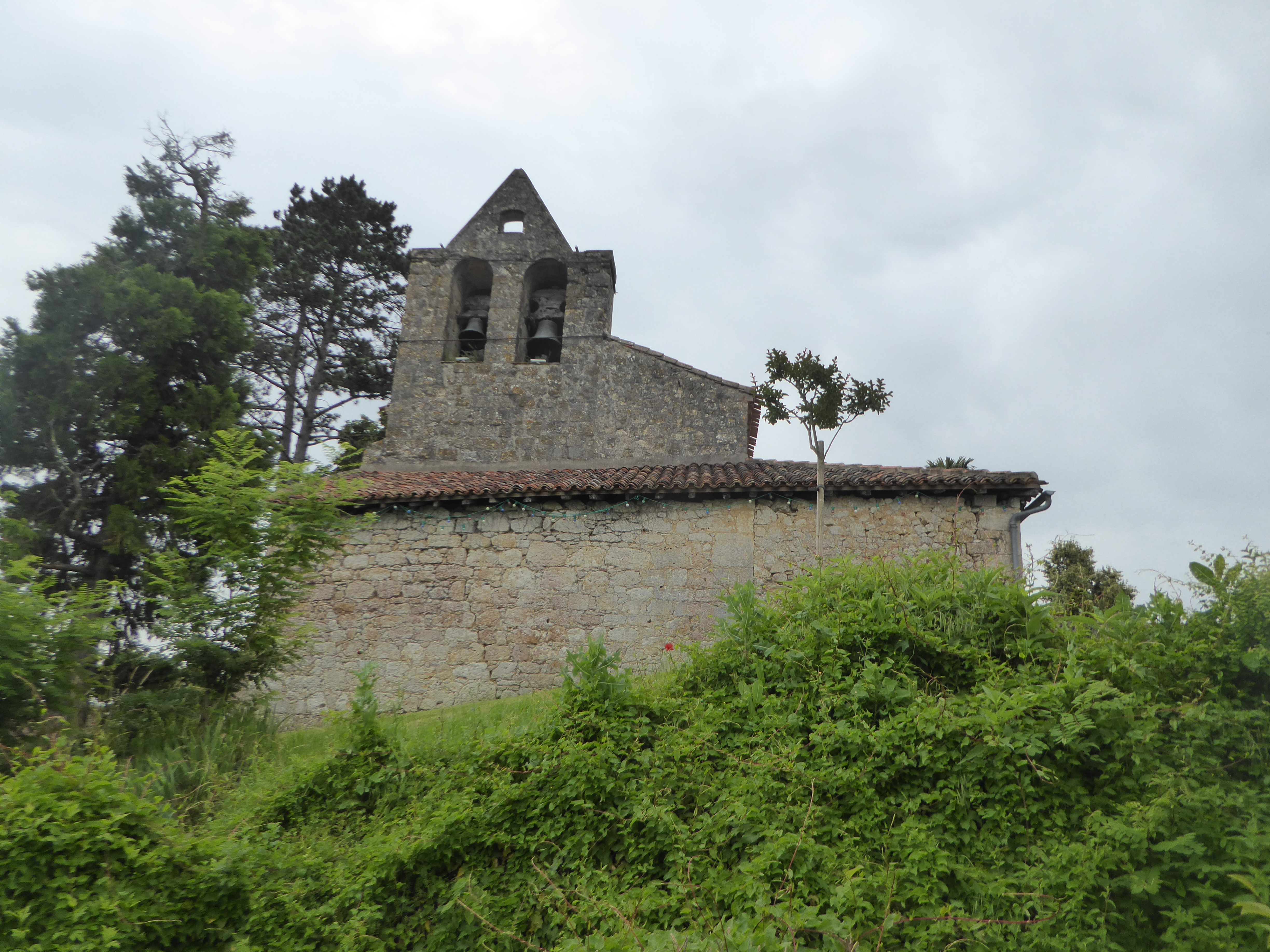
Kirche Sainte-Marthe